# Franco Nonnis
Franco Nonnis (né le 10 août 1925 à Rome – mort dans la même ville, le 29 octobre 1991) est un peintre, metteur en scène, compositeur italien, qui a fait partie des avant-gardes expérimentales.